# Jennifer Rubin

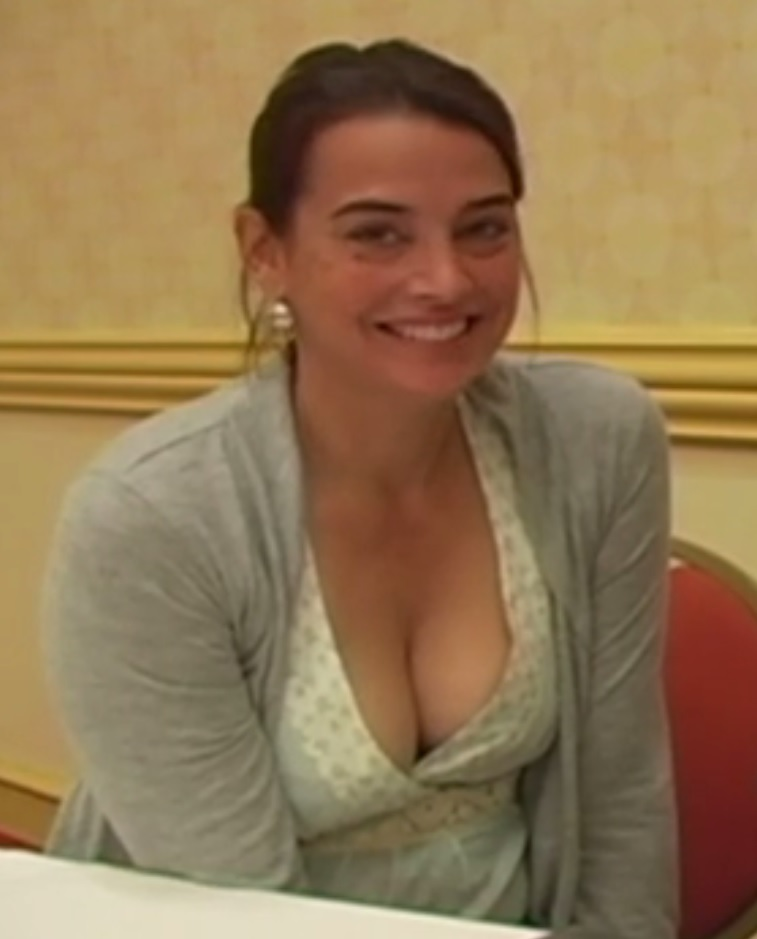
Jennifer Rubin (2010)

Jennifer Rubin (n. em 13 de abril, 1962 em Phoenix, Arizona) é uma atriz e modelo americana. Jennifer estrelou tanto no cinema quanto na televisão.
Jennifer foi descoberta pela "Ford Modeling Agency", em 1984 ela foi a "Ford International Model of the Year". Ela fez trabalhos para a Calvin Klein Obsessions. Jennifer também foi nadadora profissional.
Jennifer decidiu começar a atuar em 1986. A fama veio com o papel de Taryn no bem sucedido filme de terror A Nightmare on Elm Street 3: Dream Warriors. Depois disso ela atuou ainda em Bad (1988), The Doors (1991), e no thriller The Crush (1993).
Ele fez algumas participações especiais em shows de TV: The Twilight Zone Além da Imaginação, Miami Vice, Tales from the Crypt (Contos da Cripta), e The Outer Limits.

## Filmografia
- Amazon and Gladiators (2001)
- Fatal Conflict (2000)
- Bel Air (2000)
- Road Kill (1999)
- Plump Fiction (1997)
- Little Witches (1996)
- Deceptions II: Edge of Deception (1995)
- Screamers (1995)
- Red Scorpion 2 (1994)
- The Crush (1993)
- Bitter Harvest (1993)
- The Fear Inside (1992) (TV)
- The Doors (1991)
- Bad Dreams (1988)
- Permanent Record (1988)
- A Nightmare on Elm Street 3: Dream Warriors (1987)